# Sara Craven
Sara Craven es el seudónimo de Anne Ashurst, nacida Anne Bushell (n. octubre de 1938 en Devon, Inglaterra-2017) es una popular escritora británica autora de más de 75 novelas románticas. Publicó sus novelas en Mills & Boon desde 1975. Ella ha sido elegida para ser la 26º dirigente electa (2011–2013) de la Romantic Novelists' Association.

## Biografía
Anne Bushell nació en octubre de 1938 en Devon, Inglaterra. Trabajó como periodista en The Observer Paignton, pero después de casase, se trasladó al norte de Inglaterra, donde trabajó como profesora. Regresó al periodismo, y se incorporó al Middlesbrough Writers' Group, donde conoció a otro escritor romántico Mildred Grieveson (Anne Mather). Anne comenzó a escribir novelas románticas, y en 1975, vendió su primera novela romántica a Mills & Boon, bajo el seudónimo de Sara Craven.
Divorciada en dos ocasiones, actualmente reside en la ciudad de Rugby en las Midlands (Inglaterra), aunque le gusta viajar por Europa y visitar la ciudad de Nueva York, donde viven sus nietos gemelos. Ella tiene un terrier blanco llamado Berlie Wooster. Sus hobbies incluyen la lectura y coleccionar varios miles de libros, una impresionante colección de vídeo, comer en buenos restaurantes e ir al teatro.

### Novelas
- Garden of Dreams (1975)
- Gift for a Lion (1977) (Jaula de amor)
- A stranger in the castle (1977)
- Strange Adventure (1977) (Extraño desquite)
- Temple of the Moon (1977)
- Wild Melody (1977) (Desenlace inesperado)
- A Place of Storms (1977) (Una extraña en el castillo)
- The Devil at Archangel (1978) (Presagio)
- Dragon's Lair (1978)
- Past All Forgetting (1978) (Más allá del olvido)
- High Tide at Midnight (1978) (Marea alta)
- Moth to the Flame (1979) (Una mariposa en la llama)
- Solitaire (1979)
- Flame of Diablo (1979) (Esmeraldas malditas)
- Fugitive Wife (1980) (Ilusiones perdidas)
- Shadow of Desire (1980) (La sombra del deseo)
- Moon of Aphrodite (1980)
- Summer of the Raven (1981) (Atrapada en una mentira)
- Witching Hour (1981) (Conjuro mágico)
- Dark Summer Dawn (1981) (Un largo amanecer)
- Counterfeit Bride (1982) (La novia falsa)
- Unguarded Moment (1982) (El verdugo)
- Pagan Adversary (1983) (Un hombre apasionado)
- Sup with the Devil (1983) (Una cena con el diablo)
- Bad Enemy (1983)
- Dark Paradise (1984) (Preludio de amor)
- Act of Betrayal (1985) (Actos de traición)
- Alien Vengeance (1985) (Extraña venganza)
- Promise of the Unicorn (1985) (El talismán de las doncellas)
- Escape Me Never (1985)
- A High Price to Pay (1986) (Un precio demasiado alto = Por una sonrisa tuya)
- The Marriage Deal (1986)
- Night of the Condor (1987) (Aventura en Perú)
- Outsider (1987) (El socio indeseable)
- Witch's Harvest (1987) (Matrimonio sin futuro)
- Devil and the Deep Sea (1988) (Un extraño marido)
- Comparative Strangers (1988) (Lo que el tiempo no borró)
- King of Swords (1988) (Rey de espadas)
- Island of the Heart (1989) (En el umbral del infierno)
- Flawless (1989) (Rostro sin alma)
- Storm Force (1989) (Tiempo tempestouso = Tiempo de tormenta)
- When the Devil Drives (1991) (La mano del diablo = Un nuevo comienzo)
- Desperate Measures (1991) (Solución equivocada)
- Dark Ransom (1992) (El precio del rescate)
- Dawn Song (1993) (Canción al amanecer)
- Tower of Shadows (1993) (La torre y la rosa)
- Dark Apollo (1994) (A la orilla del mar)
- Thunder on the Reef (1994) (Tormenta en el arrecife)
- Deceived (1996) (Engaño)
- One Reckless Night (1997) (Engaños del pasado)
- Ultimate Temptation (1997) (En busca de una esposa)
- A Nanny for Christmas (1997)
- Marriage at a Distance (1998) (Un año y un día juntos)
- Marriage Under Suspicion (1998) (Bajo sospecha)
- Bartaldi's Bride (1999) (Amores cruzados)
- The Seduction Game (1999) (Ningún hombre para ella)
- The Tycoon's Mistress (2000) (Te esperaré siempre)
- Marriage by Deception (2000) (Atrapado en la mentira)
- Mistress on Loan (2000) (Misterio familiar)
- Rome's Revenge (2001) (Una deliciosa venganza)
- Smokescreen Marriage (2001) (Amor encubierto)
- The Marriage Proposition (2002) (Sólo cuestión de negocios)
- His Convenient Marriage (2002) (Más que una deuda)
- The Forced Marriage (2002) (Casada a la fuerza)
- The Marriage Truce (2002) (Tregua matrimonial)
- The Token Wife (2003) (Intercambio de parejas)
- His Forbidden Bride (2003) (Deseo prohibido)
- The Bedroom Barter (2003) (Corazón rebelde)
- Mistress at a Price (2004) (Amante por un precio)
- The Marchese's Love-Child (2004) (El hijo del Marqués)
- In the Millionaire's Possession (2005) (En posesión de un millonario)
- His Wedding Night Heir (2005) (Chantaje y traición)
- The Count's Blackmail Bargain (2005) (Chantaje al Conde)
- Bride of Desire (2006) (Novia del deseo)
- Wife Against Her Will (2006) (Contra su voluntad)
- Innocent On Her Wedding Night (2007) (Bodas de hiel)
- The Forced Bride (2007) (Esposa a la fuerza)
- The Virgin's Wedding Night (2007) (A las órdenes de su esposo)
- One Night with His Virgin Mistress (2008) (En busca de un sueño)
- The Santangeli Marriage (2008) (Huérfana de amor)
- Ruthless Awakening (2009) (Cruel despertar)
- The Innocent's Surrender (2009) (Rendición inocente)
- His Untamed Innocent (2010) (Inocencia salvaje)
- The Highest Stakes of All (2011)
- Wife in the Shadows (2011) (Esposa en la sombra)
- The End of Her Innocence (2012) (El final de la inocencia)
- The Price of Retribution (2012)

### Serie Multi-autor Nothing Hill Grooms
1. Irresistible Temptation (1999) (Trampa para seducir)

### Colecciones
- The Sara Craven Duet (1993)

### Antologías en colaboración
- Marriage of Convenience (1995) (con Lindsay Armstrong: Marrying Game, Marriage Deal)
- Passion with a Vengeance (1998) (con Jacqueline Baird y Emma Darcy)
- Hot Latin Lovers (2003) (con Michelle Reid y Sophie Weston)
- Passion in Paradise (2004) (con Jacqueline Baird y Cathy Williams)
- Greek Millionaires (2004) (con Penny Jordan y Anne McAllister)
- A Christmas Engagement (2004) (con Jessica Matthews y Margaret Way)
- Dark Seductions (2005) (con Robyn Donald y Anne Mather)
- The Italian's Pleasure (2006) (con Diana Hamilton y Carol Marinelli)
- His Virgin Lover (2006) (con Sandra Field y Susan Napier)
- Escape to Greek Affairs (2006) (con Margaret Mayo)
- Sweet Revenge (2006) (con Emma Darcy y Kim Lawrence)
- Blind-Date Grooms (2007) (con Emma Darcy y Jessica Hart)